# Dinastia Djaniki
Djaniki fou una dinastia de derebeys de Canik i la regió de Trebisonda.
El primer membre destacat fou Ali Paixà Djanikli, senyor de Canik que governà a la segona meitat del segle xviii. El seu fill Mikdad Ahmed Paixà, que el va succeir, fou executat el 1791/1792 com també el seu nebot Khayr al-Din Raghib Paixà, governador d'Afyonkara Hisar, fill de Husayn Battal Paixà, el germà de Mikdad.
Husayn Battal Paixà fou kapidjibaixi, governador d'Alep, i governador de Damasc, i el 1787/1788 governador de Trebisonda; en aquest any va dirigir les seves tropes contra Rússia però el 1790 fou derrotat i fet presoner; la ciutat de Battalpaixínskaia rebé aquest nom en honor seu (un cas rar, certament, perquè rebé el nom d'un vençut i no d'un vencedor). Després d'un període de desgràcia, va poder succeir el seu germà en 1798 o 1799 per la intercessió dels russos. Va morir el 1801. El seu fill Tayyar Mahmud Paixà es va destacar en l'oposició a les reformes de Selim III i el 1805 es va haver d'exiliar a Rússia fins al 1807; llavors va retornar i fou nomenat kaimakan del gran visir durant el breu govern de Mustafà IV. Mahmud II el va revocar i el va fer executar.